# 威科姆區
威科姆（英語：Wycombe），英國英格蘭東南部區域白金漢郡的一個非都市區（地方第二級區政府），區議會所在地位於海威科姆。

## 概要
威科姆成立於1974年4月1日，合併了海威科姆、里斯伯勒王子城、瑪洛和威科姆郊區等地構成。目前，區內有28個民政教區。

## 體育
韋甘比足球會和倫敦蜂

## 交通

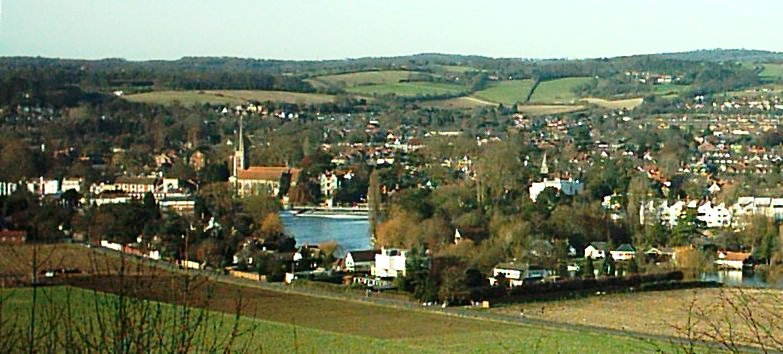
瑪洛市鎮，為民政教區，有人口14,000

有M40號高速公路及主要道路為A404。鐵路方面有馬洛支線。